# Partito Islamico del Turkestan
Il Partito Islamico del Turkestan (in arabo الحزب الإسلامي التركستاني‎?, al-Ḥizb al-Islāmī al-Turkistānī; in uiguro تۈركىستان ئىسلام پارتىيىسى, Türkistan İslam Partiyisi; in cinese: 突厥斯坦伊斯兰党S, Tūjuésītǎn Yīsīlán DǎngP) o Movimento Islamico del Turkestan (in inglese Turkistan Islamic Movement, TIM), precedentemente noto come Movimento Islamico del Turkestan orientale (in cinese: 东突厥斯坦伊斯兰运动S, Dōng tūjué sītǎn yīsīlán yùndòngP; in inglese East Turkestan Islamic Movement, ETIM), è un'organizzazione terroristica fondata da jihādisti uiguri nella Cina occidentale, considerata in generale come un gruppo terroristico. I suoi obiettivi dichiarati sono di stabilire lo Stato indipendente del Turkestan orientale, noto con il nome di "Uiguristan" in sostituzione della Regione autonoma dello Xinjiang. Secondo un rapporto cinese pubblicato nel 2002, tra il 1990 e il 2001 l'ETIM aveva commesso oltre 200 atti di terrorismo, provocando almeno 162 morti e oltre 440 feriti. Il Comitato per le sanzioni ad al-Qāʿida del Consiglio di sicurezza delle Nazioni Unite ha inserito l'ETIM nella lista delle organizzazioni terroristiche nel 2002.
Influenzato dal successo dei mujaheddin contro l'Unione Sovietica durante la guerra in Afghanistan, l'ETIM divenne noto nel 1990 durante la rivolta di Baren. Il conflitto prese la forma di una jihād che prevedeva un risultato simile alla precedente creazione della Prima Repubblica del Turkestan orientale (1933-1934). I loro slogan contenevano retorica anticomunista e un panturchismo islamico storicamente congruente con lo Xinjiang meridionale piuttosto che puro jihādismo salafita radicale o estremismo religioso. La rivolta è durata diversi giorni ed è stata repressa dal Partito Comunista Cinese (PCC), che ha dispiegato forze significative per reprimere l'insurrezione. Il PCC li vedeva come un movimento jihādista simile ai mujaheddin in Afghanistan che avevano dato vita a movimenti più radicali come Hezbollah e il Movimento islamico del Turkistan orientale.
Il ramo siriano del PIT è attivo nella guerra civile siriana ed è in gran parte raggruppato a Idlib.
L'organo ufficiale Voice of Islam (Ṣawt al-Islām, "Voce dell'Islam") rilascia i videomessaggi dell'ETIM. Il nome completo del loro media center è "Turkistan Islamic Party Voice of Islam Media Center" (in uiguro تۈركىستان ئىسلام پارتىيىسى ئىسلام ئاۋازى تەشۋىقات مەركىزى, Türkistan Islam Partiyisi Islam Awazi Teshwiqat Merkizi).

## Storia

### Origini
Abdul Hameed, Abdul Azeez Makhdoom e Abdul Hakeem Makhdoom lanciarono il primo Partito islamico del Turkistan nel 1940. Dopo essere stato liberato dalla prigione nel 1979, Abdul Hakeem istruì Hasan Mahsum e altri uiguri sul fondamentalismo islamico.
Nel 1989 Ziyauddin Yusuf (Zeydin Yusup) fondò il gruppo che originariamente era chiamato Partito Islamico del Turkistan Orientale (in uiguro شەرقىي تۈركىستان ئىسلام پارتىيىسى, Sherqiy Türkistan Islam Partiyisi, in turco Doğu Türkistan İslam Partisi). Il movimento fu riformato da Hasan Mahsum e Abudukadir Yapuquan nel 1997 nella sua attuale incarnazione. Il gruppo è stato denominato "Movimento Islamico del Turkestan Orientale" (ETIM) dal governo cinese, ma il gruppo stesso non ha mai usato quel nome per definirsi.
All'inizio del 1998, l'ETIM inviò in Cina 12 terroristi per svolgere attività terroristiche e istituire campi di addestramento. Nel 1998 Mahsum trasferì il quartier generale dell'ETIM a Kabul, rifugiandosi sotto i talebani dell'Emirato islamico dell'Afghanistan. Il governo cinese sostiene che Mahsum abbia incontrato i leader di al-Qāʿida e dei talebani, tra cui Osama bin Laden nel 1999 in Afghanistan, per coordinare le azioni, sebbene Mahsum lo abbia negato. In Afghanistan, il Movimento Islamico del Turkestan Orientale abbandonò l'aggettivo "Orientale" una volta esteso il suo dominio.
Dall'inizio del 1998 alla fine del 1999, l'ETIM ordino al gruppo di Hotan di creare più basi nella provincia e di addestrare il personale, fabbricare granate ed esplosivi dispositivi e sviluppare più di 1.000 membri dell'organizzazione.

### Anni duemila
Dopo gli Attentati dell'11 settembre 2001, l'ONU registra l'ETIM come organizzazione terroristica su richiesta dei governi di Cina, Afghanistan, Kirghizistan e Stati Uniti. L'infrastruttura del gruppo fu paralizzata dopo l'invasione statunitense dell'Afghanistan e il bombardamento delle basi di al-Qāʿida nelle regioni montuose lungo il confine con il Pakistan. Il leader dell'ETIM Hasan Mahsum fu ucciso da un raid pakistano in un campo di Al-Qaida nel 2003.
L'ETIM risorse dopo che la guerra in Iraq scoppiata nel 2003 infiammò il sentimento dei mujaheddin. Il 15 dicembre 2003, la Cina designò l'ETIM e altri gruppi separatisti come organizzazioni terroristiche e chiese il supporto della comunità internazionale nella lotta la terrorismo.
Nel 2006, l'ETIM diffuse un videomessaggio nel quale incitava a una nuova jihād e approfittò dei Giochi della XXIX Olimpiade a Pechino per ottenere pubblicità per i suoi attacchi. Alcuni rapporti sostengono che l'ETIM sia alleato con i talebani pakistani, spingendo la Cina a sollecitare il Pakistan ad agire contro i militanti.
La nuova organizzazione si auto-chiamò Partito Islamico del Turkestan e abbandonò l'uso del nome ETIM, sebbene la Cina lo chiami ancora così e si rifiuti di riconoscerlo come Partito. Il Partito islamico del Turkistan era originariamente subordinato al Movimento islamico dell'Uzbekistan, ma poi si è separato e ha iniziato a farsi conoscere promuovendosi con la rivista Islamic Turkistan e i media Voice of Islam in cinese, arabo, russo e turco per raggiungere i jihādisti nel mondo. Il controllo sui militanti uiguri e uzbeki è stato trasferito dai talebani afgani ai talebani pakistani dopo il 2001.
Nel 2012, l''ETIM ha inviato la "Brigata Turkistan" (Katibat Turkistani), nota anche come Partito Islamico del Turkistan in Siria, a prendere parte alla guerra civile siriana all'interno di una rete di gruppi collegati ad al-Qāʿida insieme ad al-Nusra, in particolare nell'offensiva Jisr al-Shughur del 2015 dove facevano parte della coalizione dell'Esercito della Conquista.
Durante la battaglia di Kunduz del 2015 in Afghanistan, ci sono state notizie secondo cui militanti islamisti di etnia uigura si sono uniti ai talebani nel loro attacco, sebbene questi rapporti non menzionassero esplicitamente il PIT.

## Collegamenti ad al-Qāʿida
Si ritiene che il TIP abbia collegamenti con al-Qāʿida e gruppi affiliati come il Movimento islamico dell'Uzbekistan e i talebani pakistani. Gli Stati Uniti sostengono che abbia ricevuto "formazione e assistenza finanziaria" da al-Qāʿida.
Il professore associato dell'Università della Virginia Philip B. K. Potter scrive che, nonostante il fatto che "durante gli anni novanta, le autorità cinesi hanno fatto di tutto per collegare pubblicamente le organizzazioni attive nello Xinjiang - in particolare l'ETIM - ad al-Qāʿida [...] la migliore informazione indica che prima del 2001 il rapporto includeva formazione e finanziamenti, ma relativamente poca cooperazione operativa". Nel 1998 il quartier generale del gruppo è stato spostato a Kabul, nell'Afghanistan controllato dai talebani, mentre la lotta antiterroristica cinese nello Xinjiang "ha costretto i separatisti uiguri più militanti in paesi vicini instabili, come il Pakistan", scrive Potter, "dove forgiano alleanze strategiche con, e persino guidando, fazioni jihādiste affiliate ad al-Qāʿida e ai talebani". Il Movimento Islamico del Turkestan Orientale ha abbandonato "Est" dal suo nome man mano che aumentava il suo dominio.
Alcuni membri di al-Qāʿida hanno espresso sostegno al PIT, all'indipendenza dello Xinjiang e/o alla jihād contro la Cina, tra cui Mustafa Setmariam Nasar, Abu Yahya al-Libi e il leader di al-Qāʿida Ayman al-Zawahiri che in più occasioni ha rilasciato dichiarazioni nominando lo Xinjiang (definendolo "Turkestan orientale") come uno dei "campi di battaglia" della "jihād per liberare ogni angolo di terra dei musulmani che è stato usurpato e violato". Inoltre, l'al-Fajr Media Center, allineato ad al-Qāʿida, distribuisce materiale propagandistico del PIT.
Il membro del PIT Abdul Haq al Turkistani è entrato a far parte del consiglio esecutivo della leadership di al-Qāʿida nel 2005, e il membro del PIT Abdul Shakoor Turkistani è stato nominato comandante militare delle sue forze nelle Aree tribali di amministrazione federale del Pakistan. Abdul Haq era apparentemente in una posizione così alta nella leadership di al-Qāʿida che ha servito come mediatore tra le fazioni talebane rivali e ha svolto un ruolo fondamentale nella pianificazione militare.
Il movimento per l'indipendenza degli uiguri del Turkestan orientale fu appoggiato nel nono numero di "Islamic Spring" da Ayman Al-Zawahiri, il capo di al-Qāʿida. Zawahiri ha confermato che la guerra in Afghanistan dopo l'11 settembre avrebbe visto la partecipazione di combattenti Uiguri e che i jihādisti come Zarwaqi, Bin Ladin e l'uiguro Hasan Mahsum avevano ricevuto rifugio insieme in Afghanistan sotto il dominio dei talebani.
A metà degli anni 2010, il rapporto del PIT con al-Qāʿida era ancora contestato, ma divennero più strettamente allineati e il capo del PIT Abdul Haq ha confermato la lealtà ad al-Qāʿida nel maggio 2016.

## Ideologia
La fondazione statunitense NEFA, formata da analisti terroristici, ha tradotto e diffuso un articolo sulla jihād dell'ETIM, la cui appartenenza, secondo quanto affermato, era composta principalmente da "musulmani uiguri della Cina occidentale". L'obiettivo principale dell'ETIM è l'indipendenza del Turkestan orientale dalla Cina, enfatizzando il contrasto tra "musulmani" e "cinesi" in un video di sei minuti pubblicato nel 2008 dove il "comandante Seyfullah" avverte i musulmani di non portare i propri figli alle Olimpiadi estive del 2008, e dice anche "non rimanere sul stesso autobus, sullo stesso treno, sullo stesso aereo, negli stessi edifici o in qualsiasi posto si trovino i cinesi".

## Membri
Nell'ottobre 2008, il Ministero di pubblica sicurezza della Repubblica popolare cinese ha pubblicato un elenco di otto terroristi collegati a ETIM, inclusi alcuni dirigenti, con accuse dettagliate.
| Nome                                                       | Alias                                  | Accusa | Posizione                                                                              |
| ---------------------------------------------------------- | -------------------------------------- | --- | -------------------------------------------------------------------------------------- |
| Memet Amin Memet (Mehmetiming Memeti)                      | Abdul Haq                              | Capo dell'ETIM, incitamento alle tensioni etniche nel 2006 e nel 2007, acquisto di esplosivi, organizzazione di attacchi terroristici contro le Olimpiadi estive del 2008. | Ritenuto morto in un attacco aereo nel Waziristan settentrionale, ricomparso nel 2014. |
| Emeti Yakuf (Emet Yakuf)                                   | Abu Abdurehman, Sayfullah, Abdul Jabar | Minaccia di utilizzo di armi biologiche e chimiche contro i militari e politici occidentali per le Olimpiadi del 2008, diffusione di manuali su esplosivi e veleni.        | Ucciso nell'attacco di un drone nel Waziristan settentrionale.                         |
| Memetituersun Yiming (Memet Tursun Imin)                   | Abdul Ali                              | Raccolta fondi per l'ETIM, test di bombe da far esplodere prima delle Olimpiadi.                                                                                           | Dal 2008, in Asia occidental.e                                                         |
| Memetituersun Abuduhalike (Memet Tursun Abduxaliq)         | Metursun Abduxaliq, Ansarul, Najmuddin | Attacchi contro organizzazioni governative, riciclaggio di denaro per le operazioni ETIM, acquisto di veicoli e affitto di case per attacchi.                              | Sconosciuta                                                                            |
| Xiamisidingaihemaiti Abudumijiti (Xemsidinahmet Abdumijit) | Sayyid                                 | Reclutamento per l'ETIM in Medio Oriente, esplosione in un supermercato cinese.                                                                                            | Sconosciuta                                                                            |
| Aikemilai Wumaierjiang (Akrem Omerjan)                     |                                        | Assistente di Xiamisidingaihemaiti Abudumijiti nell'attacco al supermercato.                                                                                               | Sconosciuta                                                                            |
| Yakuf Memeti (Yakuf Memet)                                 | Abdujalil Ahmet, Abdullah, Punjab      | Ingresso illegale in Cina per raccogliere informazioni sui quartieri cinesi, autore di un attacco suicida fallito contro una raffineria di petrolio.                       | Ucciso nell'attacco di un drone nel Waziristan settentrionale.                         |
| Tuersun Toheti (Tursun Tohti)                              | Mubather, Nurullah                     | Organizzazione di una squadra del terrore per le Olimpiadi del 2008, acquisto di materie prime per loro e richiesta di formule chimiche per gli esplosivi.                 | Ucciso nell'attacco di un drone nel Waziristan settentrionale.                         |

## Detenuti a Guantánamo
Gli Stati Uniti hanno catturato 22 militanti uiguri dalle zone di combattimento in Afghanistan nel 2006 sulla base delle informazioni che vedevano loro collegati ad al-Qāʿida. Sono stati imprigionati senza processo da cinque a sette anni, dove hanno testimoniato di essere stati addestrati dal leader dell'ETIM Abdul Haq, in un campo di addestramento dell'ETIM. Dopo essere stati giudicati come "non più combattenti nemici", cioè non essendo mai stati combattenti nemici, una giuria ha ordinato il loro rilascio negli Stati Uniti. Nonostante l'allarme dei politici che il rilascio negli Stati Uniti di ex detenuti amareggiati di Guantanamo fosse pericoloso e illegale, non è stato possibile rilasciarli in Cina.

## Attacchi terroristici
- Marzo-aprile 1990 – Nella cittadina di Baren, nello XInjiang, scoppiò una rivolta violenta sobillata dal Partito Islamico del Turkistan contro le autorità cinesi.[26][30] Nello scontro a fuoco perse la vita Ziyauddin Yusuf.
- 25 febbraio 1997 – Furono compiuti tre attentati su autobus a Urumqi che provocarono nove morti. Gli attacchi furono rivendicati dal Partito di Liberazione Uigura con sede in Kazakistan.[77][78] sebbene ciò fu successivamente contestato.[79] Non sono stati segnalati collegamenti al PIT.
- 1999 – L'ETIM compì una serie di stragi terroristiche tra cui l'attentato 12.14 nella contea di Moyu nella prefettura di Hotan e la rapina-omicidio "2.4" a Ürümqi nello stesso anno, provocando 6 morti.[26] Il 18 giugno avvenne una sparatoria nella contea di Xinhe nello Xinjiang che provocò la morte di agenti di polizia.[26][30]
- 2007 – Alcuni militanti dell'ETIM in auto spararono contro cittadini cinesi nel Belucistan pakistano, e le autorità pakistane ritennero essere una rappresaglia per l'esecuzione di un funzionario dell'ETIM all'inizio di luglio.[80]
- 2007-2008 – L'ETIM rivendicò una serie di attacchi prima delle Olimpiadi estive del 2008, tra cui una serie di attentati su autobus a Kunming, un tentativo di dirottamento aereo a Urumqi,[75] e un attacco alle truppe paramilitari di Kashgar che provocò la morte di 17 ufficiali.
- 29 giugno 2010 – Un tribunale di Dubai ha condannato due membri di una cellula dell'ETIM per aver ordito un bombardamento di un centro commerciale di proprietà del governo che vendeva merci cinesi. Questo fu il primo complotto dell'ETIM al di fuori della Cina o dell'Asia centrale. Il pianificatore fu reclutato durante l'Hajj e venne trasportato in aereo nel Waziristan per l'addestramento.[81]
- Luglio 2010 – Funzionari in Norvegia hanno interrotto un complotto di attentati terroristici; uno degli autori era di etnia uigura, portando a speculazioni sul coinvolgimento dell'ETIM.[82] Il corrispondente del New York Times Edward Wong affermò che l'ETIM "dà loro una ragion d'essere in un momento in cui il governo cinese ha [...] disinnescato ogni possibilità di una rivolta diffusa .[..] nello Xinjiang".[82]
- 2011 – Il PIT compì diversi attacchi rivendicati nello Xinjiang.[83]
- 28 ottobre 2013 – Un attacco suicida nei pressi di piazza Tienanmen provocò 5 morti e 38 feriti. La polizia cinese lo ha descritto come il primo attacco terroristico nella storia recente di Pechino, affermando che era attentamente pianificato, organizzato e premeditato.[26][84] Tutte e cinque le persone coinvolte nel caso furono arrestate, e il Partito Islamico del Turkistan rivendicò successivamente l'attacco.[26][85][86]
- Dicembre 2013 – Nel villaggio di Sayibage, contea di Shufu, la polizia contrastò un gruppo di terroristi armati di coltelli ed esplosivi uccidendone 14.[87]
- 24 gennaio 2014 – Nella contea di Xinhe, prefettura di Aksu, si verificarono due esplosioni in luoghi diversi (un salone di bellezza e un mercato di alimentari). La polizia uccise sei terroristi, mentre altri sei morirono nell'esplosione di un'autobomba.[88]
- Marzo 2014 – Un gruppo armato di coltello attaccò i passeggeri alla stazione ferroviaria di Kunming, provocando 31 morti e oltre 140 feriti.[89] Nessun gruppo rivendicò l'attentato, ma le autorità cinesi e i media statali stabilirono che era collegato all'ETIM.[90][91]
- Luglio-dicembre 2014 – Nello Xinjiang si verificarono una serie di rivolte, attentati, incendi dolosi e attacchi di coltello che causarono la morte di oltre 183 persone (tra cui civili, aggressori e forze di sicurezza) e dozzine di feriti. Le autorità cinesi attribuirono alcuni di questi a "bande" e altri a "terroristi". Non ci furono segnalazioni di rivendicazioni di responsabilità da parte dell'ETIM.[92][93][94]
- 18 settembre 2015 – Ad Aksu, un gruppo di terroristi armati di coltelli attaccò i lavoratori a riposo in una miniera di carbone uccidendo 50 persone. L'attacco fu rivendicato dall'ETIM.
- 30 agosto 2016 – L'ambasciata cinese in Kirghizistan fu bersaglio di un attentato suicida che ferì il personale kirghiso. L'attacco fu successivamente attribuito dal servizio di sicurezza statale del Kirghizistan all'ETIM.[95][96]

## Designazione terroristica
Dagli attacchi dell'11 settembre, il gruppo è stato designato come organizzazione terroristica da Cina, Unione Europea, Kirghizistan, Kazakistan, Malaysia, Pakistan, Russia, Turchia, Emirati Arabi Uniti, Regno Unito, e Nazioni Unite.
L'organizzazione è stata anche precedentemente classificata come organizzazione terroristica dagli Stati Uniti a partire dal 2002. Il Dipartimento del Tesoro degli Stati Uniti ha bloccato le proprietà e proibito le transazioni con l'organizzazione secondo l'Ordine Esecutivo 13224 e il Dipartimento di Stato ha negato ai membri dell'ETIM la possibilità di entrare nel territorio statunitense. Gli Stati Uniti hanno revocato tale classificazione nell'ottobre 2020 poiché "non ci sono prove credibili dell'esistenza attuale dell'ETIM". La Cina ha accusato gli USA di usare due pesi e due misure nei confronti della lotta al terrorismo.